# 中国2010年上海世界博览会菲律宾馆
中国2010年上海世界博览会菲律宾馆是2010年上海世博会上代表菲律宾的展馆，位于世博园区B片区，占地面积2000平方米。菲律宾馆的主题是“表演中的城市”。
菲律宾馆外表由透明的钻石菱形物构成，并配以“人手拼贴画”。展馆内则有各种原生态器乐演出，包括嘎巴、苏禄朵、库铃镗等。另外，菲律宾馆中还有免费的菲律宾传统按摩和吕宋美食。